# Tourismus in Sierra Leone
Der Tourismus in Sierra Leone spielt derzeit (Stand April 2017) noch eine untergeordnete wirtschaftliche Rolle. Vor allem der Geschichtstourismus sowie der Dark tourism gelten als große Chance für Sierra Leone.
Nach Ende des 10-jährigen Bürgerkrieges 2002 entwickelt sich der Tourismussektor zu einem der fünf wichtigsten Wirtschaftszweige und ist ein wichtiger Devisenbringer. Viele der alten Hotels werden zwar nicht mehr betrieben, es haben sich aber neue, darunter erstmals internationaler Ketten, entwickelt. Insgesamt ist Sierra Leone weiterhin eine vom Tourismus fast unberührte Destination. Das Land ist auch als die Karibik Afrikas bekannt. 
Dachorganisation des Tourismus in Sierra Leone ist das staatliche National Tourist Board.

## Statistiken
Vor dem Bürgerkrieg war Sierra Leone ein touristischer Geheimtipp und wurde vor allem von französischen Touristen besucht (etwa 30.000 im Jahr). Es gab einige große Hotels nach internationalem Standard in Freetown sowie einige luxuriöse Lodges und Unterkünfte entlang der Freetown Peninsula.
Die Zahl der Touristen im Jahr 2008 lag bei etwa 4000, die aller einreisenden Personen bei 35.000. 2010 reisten 38.615 Personen nach Sierra Leone, davon 7.728 Touristen. 537 aller Reisenden stammten aus Deutschland 2012 sank die Gesamtzahl der Touristen auf 5328. 2013 wurde Sierra Leone insgesamt von 75.560 Reisenden besucht.
Sierra Leone war 2016, laut der Weltorganisation für Tourismus (UNWTO), der am fünftwenigste besuchte Staat in Afrika (54.000 Besucher). Gleichzeitig soll Sierra Leone mit etwa 74.400 Besuchern im gleichen Jahr der am schnellsten wachsende Tourismusmarkt weltweit gewesen sein.
Mit Stand 2020 gibt es landesweit 459 Unterkunftsbetriebe, wovon 56 Prozent beim Tourismusrat registriert sind. Im gleichen Jahr wurde mit dem National Tourism Census 2020 eine umfangreiche statistische Erhebung zum Tourismus durchgeführt.

## Anreise und Transport
Fast alle Reisende reisen nach Sierra Leone über den Freetown/Lungi International Airport nahe Freetown beziehungsweise über den Hafen von Freetown ein. Der Hafen ist der drittgrößte Naturhafen der Erde und wurde Ende 2013 erstmals wieder von einem großen Kreuzfahrtschiff (Hamburg) angefahren.
Der Lungi International Airport (IATA-Code FNA) befindet sich auf der gegenüberliegenden Seite des Sierra Leone River. Transfers sind per Fähre (45 Minuten), Luftkissenboot (20 Minuten), Helikopter (10 Minuten) sowie Bus (4 Stunden) möglich. Regelmäßige Linienflugverbindungen ab Europa werden zurzeit ab Brüssel oder London angeboten.
Ein neuer internationaler Flughafen 60 Kilometer östlich von Freetown war geplant. wurde jedoch 2018 aufgegeben.
In Freetown kann man sich gut zu Fuß bewegen und die Stadt erkunden. Für eine Tour "up country" ist ein Geländewagen (mit Fahrer) notwendig. Seit Fertigstellung der Peninsula-Straße kann man die beliebten Strände wie River No. 2 Beach auch mit einem PKW erreichen. Taxis verkehren in Freetown (keine Taxischilder vorhanden, aber die offiziellen erkennt man an der gelben oder roten Farbe mit rot bzw. gelb abgesetzten Türen und Kotflügeln). Minibusse, sog. "Poda Poda" verkehren überall, sind jedoch in schlechtem Zustand und total überladen. Klimatisierte Überlandbusse fahren vom Busbahnhof in Freetown in verschiedene andere Städte im Land.

## Freetown

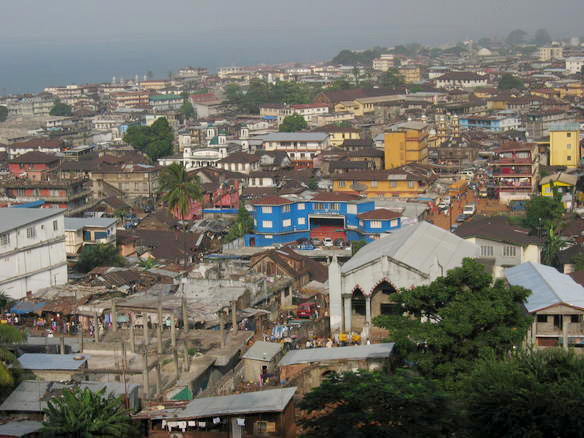
Blick auf Freetown vom Tower Hill

### Sehenswertes
Eine der bekanntesten touristischen Anlaufstellen war der weltberühmte Cotton Tree ("Baumwoll-Baum"). Der riesige Baum stand mindestens seit 1787 bis zum 24. Mai 2023 im Stadtzentrum von Freetown. Der Baum fiel während eines heftigen Sturms um. Hier befindet sich auch das kleine Sierra Leone National Museum, das einzige des ganzen Landes. Es ist durchaus einen Besuch wert. Sehenswert sind auch die zahlreichen Märkte, für Touristen insbesondere der überdachte Big Market im Zentrum der Stadt.
Architektonisch interessant sind außerdem das Gebäude des Obersten Gerichtshofes, die sog. „Portugiesischen Treppen“, verschiedene Kirchen wie die St. John’s Maroon (von 1829), St. George’s Cathedral (1828), Foulah Town Moschee (1830) und die römisch-katholische Sacred Heart Cathedral sowie das Tor zum Old Kings Yard und die drei historischen Kanonen an der Stadtgrenze.
Sehenswert ist außerdem das Eisenbahn-Museum in Cline Town mit der größten und schwersten jemals erbauten Schmalspur-Lokomotive. 

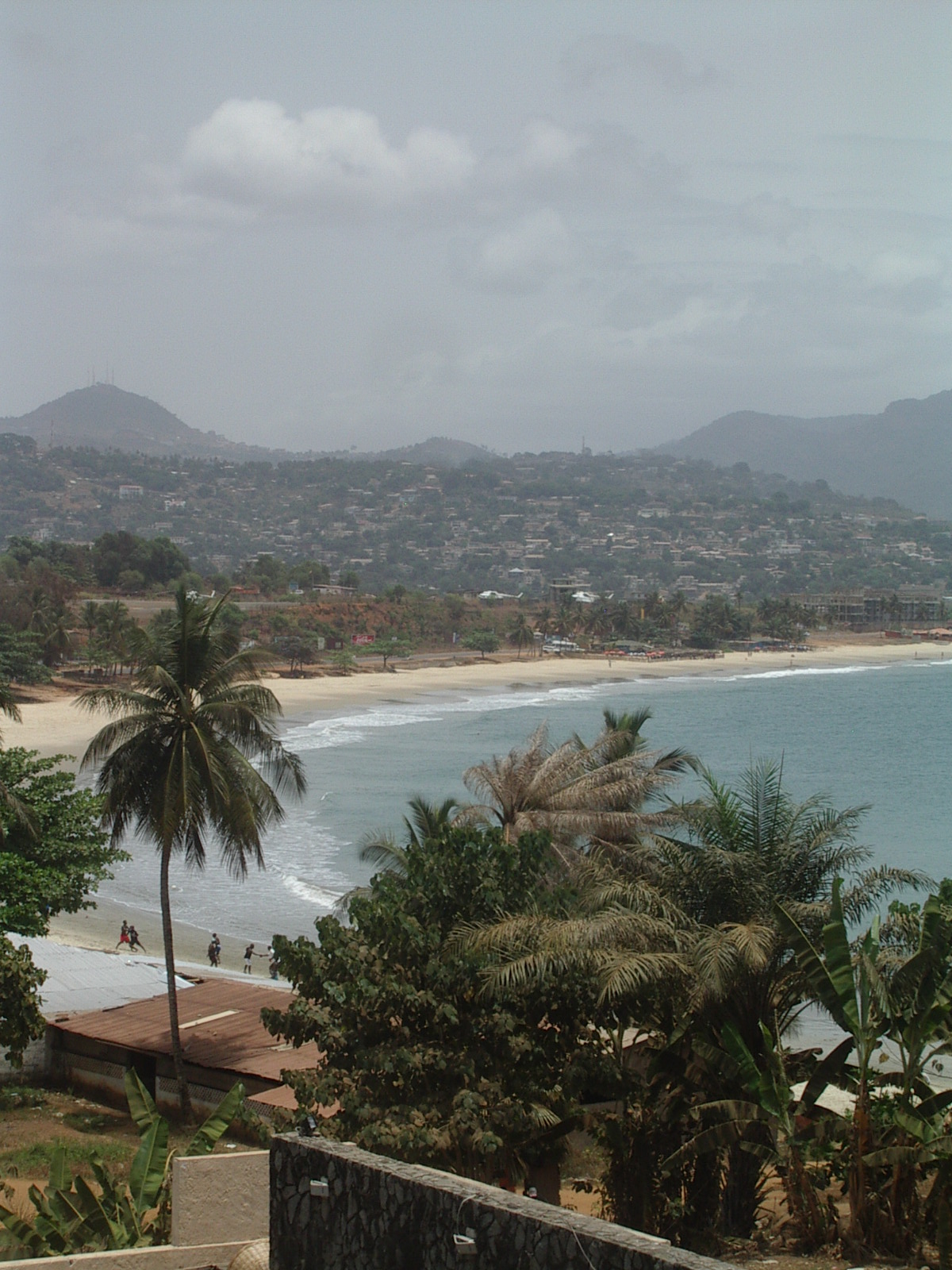
Lumley Beach in Freetown

Die sauberen, weißen, feinsandigen Strände, sind außer zu Ostern und Weihnachten die Lumley Beach fast menschenleer. Lumley Beach, direkt in Freetown ist ein beliebter Anlaufpunkt. Hier befindet sich auch die Touristeninformation sowie einige beliebte Strandcafés.
Für die Unterhaltung und Freizeit bieten sich die verschiedene Restaurants und Cafés an der Lumley Beach, zwei Casinos, ein Entertainment-Komplex, Golfplatz und Wassersport sowie Angel-, Boots- und Tauchtouren an.

### Unterkünfte
Nach Ende des Bürgerkrieges haben sich einige wenige neue Unterkünfte – vor allem in Freetown – etabliert. Wenige entsprechen europäischem Standard. Ab 2015 eröffneten die ersten Hotels internationaler Hotelketten, darunter das Hilton Cape Sierra Freetown und das Radisson Blu Mammy Yoko.
Zudem gibt es saubere, einfache und zweckmäßige Unterkünfte auf Banana Islands (Banana Island Chalets) und im Tacugama Schimpansen-Schutzgebiet vor den Toren Freetowns sowie sehr einfache Zeltcamps im Outamba-Kilimi-Nationalpark und auf der Insel Tiwai im Fluss Moa.

### Restaurants/Essen
In Freetown befinden sich einige Restaurants. Hummer und andere Meeresfrüchte gibt es fangfrisch fast überall zu überaus günstigen Preisen. Neben Fischgerichten werden lokale westafrikanische Küche (Potatoe Leaves, Cassava etc.), chinesische und libanesische Küche angeboten.

### Umgebung von Freetown

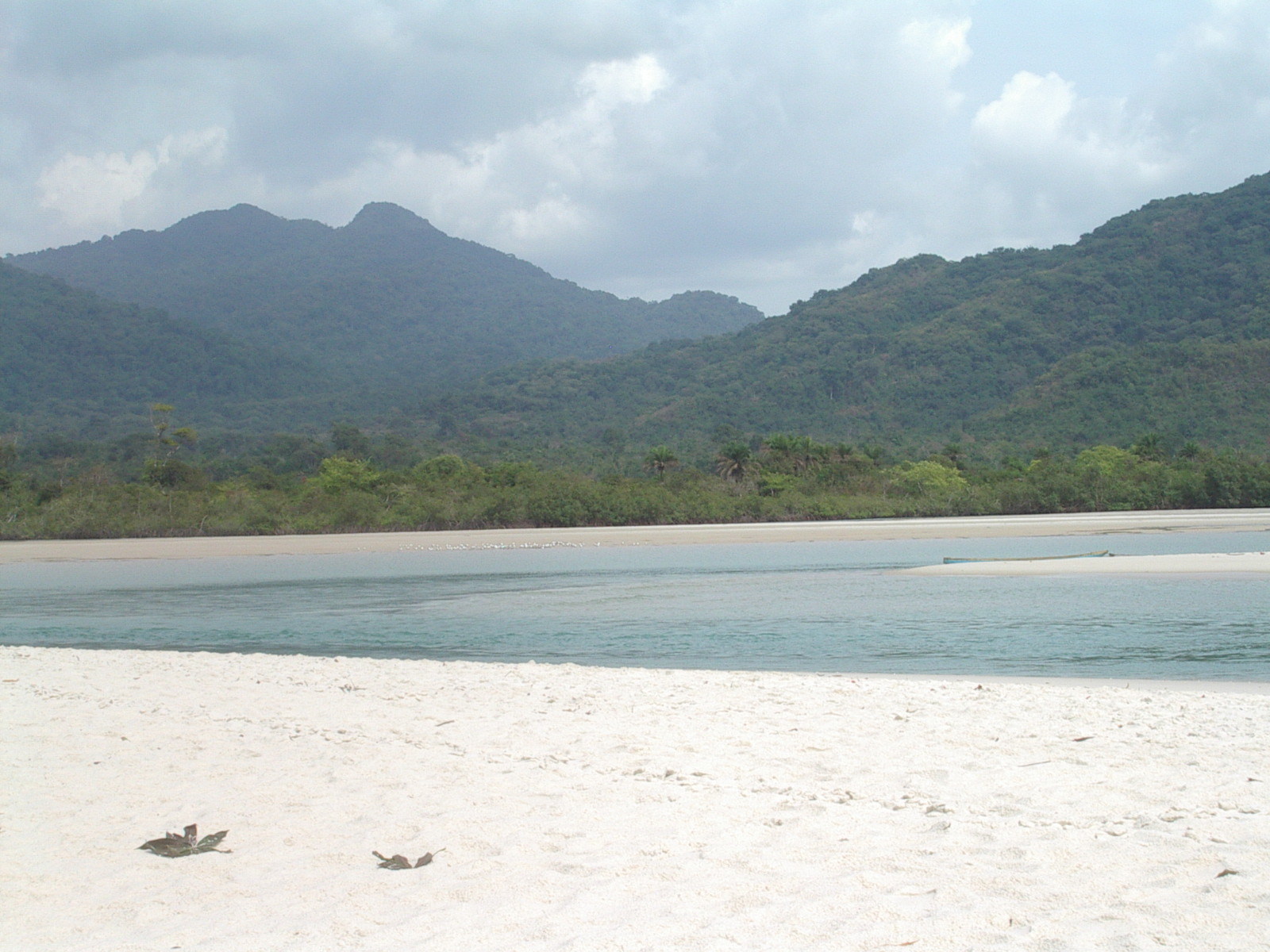
River No. 2 Beach, Freetown Peninsula

- Strände, v. a. River No. 2 Beach (30 Minuten von Freetown), Lakka Beach, Toke Beach, Mamma Beach und Kent Beach
- Banana Islands
- Bunce Island, ehemals einer der größten Sklavenhandelsplätze Afrikas
- Tacugama Chimpanzee Sanctuary, eines der wichtigsten Schimpansenschutzprojekte der Erde
- Turtle Islands

## Hinterland und Städte
- Naturschutzgebiete, hier insbesondere Outamba-Kilimi-Nationalpark, Tiwai und  Gola-Regenwald-Nationalpark
- Bintumani, der höchste Berg des Landes und beliebtes Wander- und Bergsteigergebiet
- Sherbro Island

- Bo
- Bonthe
- Kabala
- Kailahun
- Kambia
- Kenema
- Koidu
- Lunsar
- Magburaka
- Makeni
- Pandebu
- Port Loko
- Pujehun
- Waterloo

Mehr Städte und lokale touristische Sehenswürdigkeiten finden sich in der Liste der Städte in Sierra Leone.